# 幸せにしかしねーから
「幸せにしかしねーから」（しあわせにしかしねーから）は、氣志團の18作目のシングル曲。2015年2月25日に発売された。影別苦須 虎津苦須(avex)よりリリース。

## 収録曲
全作詞：綾小路翔 / 全作曲：西園寺瞳
1. 幸せにしかしねーから
2. ジゴロ13
3. 幸せにしかしねーから（カラオケver.）
4. ジゴロ13（カラオケver.）